# Giovanni Paolo Foscarini
Giovanni Paolo Foscarini genannt Il furioso (* vor 1600 in Italien; † nach 1649) war ein italienischer Komponist, Gitarrist, Theorbist und Musiktheoretiker.

## Leben und Wirken
Geburtsdatum und -ort von Giovanni Paolo Foscarini sind nicht bekannt. Die unterschiedlichen Angaben in verschiedenen Quellen, die sein Geburtsjahr innerhalb der 1620er Jahre angeben, beziehen sich auf sein aktives öffentliches Wirken. Er ließ sich nach 1620 in Ancona nieder und wurde dort unter dem Pseudonym Il furioso Mitglied („Caliginoso“) der Accademia dei Caliginosi. Unter diesem Namen wurden auch viele seiner Werke bekannt. Im Vorwort zu seinen Kompositionen für Gitarre (herausgegeben 1630) wurde angegeben, dass er im Dienste verschiedener Fürstenhäuser und bedeutender Persönlichkeiten in Italien und Europa stand. Darunter Erzherzog Albrecht VII. von Habsburg in Brüssel, der 1621 verstorben war – woraus sich ableiten lässt, dass Foscarini vor 1621 dort wirkte. Außerdem wurden benannt Charles de Lorraine Herzog von Guise und Hugues de Lionne in Paris sowie  Francesco Peretti in Rom und Detio Roncalli in Venedig. 
Letzte Anhaltspunkte für sein Leben und Wirken sind ein Brief, den er Anfang des Jahres 1649 von Paris aus an Constantijn Huygens richtete, in welchem er seine Absicht mitteilte, nach Italien zurückkehren zu wollen sowie eine Widmung eines seiner Werke an Detio Roncalli in Venedig (ebenfalls 1649). Dann verläuft sich jede Spur über sein weiteres Leben – auch über Datum und Ort seines Todes ist nichts bekannt, weshalb das Todesjahr in den Quellen meist um 1650 angegeben wird.
Foscarinis Kompositionen für Gitarre bildeten die Grundlage für die Gitarren-Tabulatur in Italien und haben erheblich zur Weiterentwicklung der technischen Standards für dieses Instrument beigetragen. Seine Publikationen waren hoch angesehen, und er war ein hervorragender Virtuose seiner Zeit. In seinen Tabulaturen erscheinen 1629 erstmals sowohl die Notationen für das Melodiespiel (punteado) als auch die für das (mit Buchstaben vermittelte) Akkordspiel (rasgueado) gemeinsam in einem Notationssystem.

## Werke (Auswahl)
- Il primo, secondo e terzo libro della chitarra spagnola – Das erste, zweite und dritte Buch der Spanischen Gitarre (1629–1630)
- I quatro libri della chitarra spagnola – Das vierte Buch der Spanischen Gitarre (1632)
- Li cinque libri della chitarra alla spagnola – Die fünf Bücher der Spanischen Gitarre (1640)
  - Das vierte und fünfte Buch enthalten jeweils die drei ersten Bücher der Spanischen Gitarre.
- Inventione di toccate sopra la chitarra spagnola (1640)
- Dell'armonia del mondo, lettione due – musikalisch-philosophische Abhandlung (Paris 1647)[6][7][8]